# Oosterse boomvalk
De Oosterse boomvalk (Falco severus) is een valkensoort die voorkomt in Azië. Hij is nauw verwant aan de Australische boomvalk (Falco longipennis).

## Kenmerken
De Oosterse boomvalk is een kleine, slanke valk met een lengte van ongeveer 30 cm. Het verenkleed is aan de achterzijde blauwgrijs en aan de voorzijde rossig. De keel is licht gekleurd.

## Verspreiding en leefgebied
De Oosterse boomvalk komt voor van India en Nepal tot Indonesië, de Filipijnen, Nieuw-Guinea en de Salomonseilanden. In het grootste deel van zijn verspreidingsgebied is de soort een jaarvogel. Op het Indisch Subcontinent broedt de soort in de Himalaya en overwintert in Zuid-India en op Sri Lanka. De Oosterse boomvalk is vooral te zien aan de bosrand of op open plekken in het bos. Hij jaagt ook bij meren en moerassen.

## Gedrag
De soort jaagt vooral tijdens de schemering en vangt zijn prooi door vanaf een uitkijkpunt een aanval in de lucht uit te voeren. Op het menu staan insecten (bijvoorbeeld libellen), vogels en vleermuizen.

## Voortplanting
Net zoals andere valkensoorten maakt de Oosterse boomvalk geen eigen nest, maar gebruikt een holte in een boom of een oud nest van een andere vogel. Het legsel bestaat uit twee tot vier eieren.

## Status
De grootte van de populatie is in 2001 voorzichtig geschat op 1000-10.000 volwassen vogels. Op de Rode lijst van de IUCN heeft deze soort de status niet bedreigd.